# Герб Юр'ївського району
Герб Ю́р'ївського райо́ну — офіційний символ Юр'ївського району Дніпропетровської області. Був затверджений 23 лютого 2013 року.

## Опис

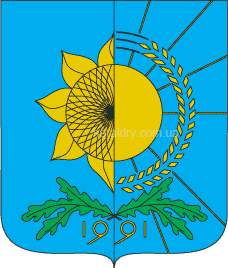
Попередня версія герба

У зеленому полі з червоними боками святий Юрій у золотих обладунках та червоному плащі у правій руці тримає срібний спис із золотим наконечником, а у лівій — овальний срібний щит із прямим червоним хрестом, над ним розташовані півколом 12 золотих соняшникових насіннячок. Щит облямований вінком із золотого колосся і увінчаний трьома золотими квітками соняха, середня з яких більша. Під щитом вишитий рушник із червоним написом «ЮР'ЇВСЬКИЙ РАЙОН».
Автор — О. Ю. Потап.
Художники — С. С. Данович, С. А. Данович.